# Ooencyrtus phongi
Ooencyrtus phongi is een vliesvleugelig insect uit de familie Encyrtidae. De wetenschappelijke naam is voor het eerst geldig gepubliceerd in 1977 door Trjapitzin, Myartseva & Kostjukov.